# Asteitza
Asteitza es una entidad de población española del municipio de Bedia, perteneciente a la provincia de Vizcaya, en la comunidad autónoma del País Vasco.

## Toponimia
El lugar puede aparecer referido como «Asteitza» y «Asteiza».

## Historia
Hacia finales del siglo XIX, el lugar, ya por entonces perteneciente a Bedia, tenía contabilizada una población de alrededor de cuarenta habitantes. Aparece descrito en el primer volumen del Diccionario geográfico, estadístico, histórico, biográfico, postal, municipal, marítimo y eclesiástico de España y sus posesiones de ultramar de Pablo Riera y Sans con las siguientes palabras:

ASTEIZA.—B. agreg. al ayunt. de Védia, del que dista 0'3 k. Cuenta sobre unos 40 hab. y 10 edif.—Org. civ. Corresponde á la prov. de Vizcaya, y pertenece al 4.º dist. de su part. jud. para las elecciones de diputados provinciales y al dist. de Durango para las de Córtes.—Org. mil. C. G. de las Provincias Vascongadas y C. M. de Vizcaya.—Org. ecle. Dióc. de Vitoria.—Org. jud. Forma parte del part. jud. de Durango y está bajo la jurisdiccion de la aud. territ. de Búrgos.—Org. econ. Para el pago de impuestos está sujeto á la admon. econ. de Bilbao y abona con su ayunt. los que le corresponden.—S. púb. Despacha su corr. por cn. de Bilbao á Ceánuri.—Ob. púb. y med. de com. Verifica sus transportes y com., utilizándose de los caminos que contiene el tér. municipal en que está colocado.—Art., of. ind. Limitada la importancia de esta pob. y escaso el número de hab., su ind. queda reducida á la agricultura, en cuyas faenas se emplean sus vec..—Pob. La constituyen los edif. arriba indicados.—Sit. geog. y top. Está situado en el territorio que le es propio al ayunt. á que se halla agreg.
(Riera y Sans, 1881, p. 892)

En 2022, tenía empadronados 34 habitantes.